# Любомирский, Ежи Александр
Князь Ежи Александр Любомирский (пол. Jerzy Aleksander Lubomirski, ок. 1669 — 14 ноября 1735 года, Варшава) — крупнейший магнат и один наиболее богатых и влиятельных людей Речи Посполитой, государственный деятель Речи Посполитой, обозный великий коронный (1703—1729), воевода сандомирский (1729—1735), староста садецкий.

## Биография
Представитель польского княжеского рода Любомирских герба «Шренява». Старший сын старосты садецкого и переяславского Александра Михаила Любомирского (умер 1675 году) и Катажины Анны Сапеги (умерла после 1699 год).
В 1675 году после смерти отца Ежи Александр с двумя братьями и сестрой перешел под опеку своего дяди Иеронима Августина Любомирского. В 1694 году был представлен при королевском дворе как староста садецкий. В 1697 году на элекционном сейме Ежи Александр Любомирский поддержал кандидатуру французского принца Франсуа Луи де Бурбона-Конти, но потом перешел на сторону саксонского курфюрста Августа II Сильного. В 1702 году получил должность обозного великого коронного.
В 1704 году Ежи Александр Любомирский решил поддержать кандидатуру Станислава Лещинского на польский королевский трон, но остановился со своим войском на выборном поле. В 1706 году после смерти своего дяди, гетмана великого коронного и каштеляна краковского Иеронима Августина Любомирского, перешел на сторону Августа Сильного. В 1709 году после реставрации Августа Сильного на польском престоле перешел к нему в оппозицию. Многократно избирался послом (депутатом) на сейм от Сандомирского воеводства. 9 мая 1729 года получил должность воеводы сандомирского, но остался в оппозицию к Августу Сильному.

## Семья
Был дважды женат. Его первой женой была баронесса Иоганна фон Starzhausen, от брака с которой имел дочь и двух сыновей:
- Анна Каролина Любомирская, жена воеводы брест-куявского Антония Юзефа Дамбского (1706—1771)
- Юзеф Любомирский (умер 1755 году), подстолий великий литовский (1744)
- Станислав Любомирский (1704—1793), подстолий великий коронный (1739), воевода брацлавский (1764—1772) и киевский (1772—1785), староста садецкий

Вторично женился на Аниеле Терезе Миховской, от брака с которой потомства не имел.